# Juletid (album av Ingmar Nordström)
Juletid är ett julalbum från 1978 av Ingmar Nordström. Alla sånger är textlösa.

## Låtlista
1. Stilla natt (Stille Nacht, heilige Nacht) (Franz Gruber)
2. Gläns över sjö och strand (Alice Tegnér)
3. When It's Lamp Lighting Time in the Valley (Sam Heart, Joe Lyons)
4. Wir hatten gebauet ein stattliches Haus (trad.)
5. Silver Bells (Ray Evans, Jay Livingston)
6. White Christmas (Irving Berlin)
7. When You Wish Upon a Star (Leigh Harline)
8. Schlafe mein Prinzchen schlaf ein (Bernhard Flies)
9. Es ist ein Ros entsprungen (trad.)
10. Sjömansjul på Hawaii (Yngve Stoor)
11. Nu tändas tusen juleljus (Emmy Köhler)
12. O helga natt (Cantique de Noël) (Adolphe Adam)

### Fotnoter
1. ↑  ”Juletid”. Svensk mediedatabas. 27 februari 1978. http://smdb.kb.se/catalog/id/001892276. Läst 1 januari 2014.